# Kranjče
Kranjče – wieś w Słowenii, w gminie Cerknica. W 2018 roku liczyła 1 mieszkańca.